# 應縣木塔
39°33′55″N 113°10′55″E / 39.56528°N 113.18194°E
佛宫寺释迦塔，通称应县木塔，位于中华人民共和国山西省朔州市应县，是中國现存最古老、最高的木塔。其确切建造年代无从考证，但可从其建筑风格和相关文物信息确认其建造时间在辽代，并且在金代、元代、明代和清代被多次修葺。该塔曾经历过数次大地震，并于1926年在军阀混战中被炮击，但塔身从未倾倒。该塔通高67.31米，主体结构全部为木质结构，塔身外看为五层，其中第一层至第四层内各建有一层作为上一层基座的暗层，塔顶为铁制塔刹。每层塔室内的内槽均安置有佛像，其中第一层的内槽安置有一尊高约10米的释迦造像，内壁还绘有壁画。由于应县木塔塔身结构过于复杂，全塔共计出现54种不同的斗拱类型，关于该塔的维修方案自20世纪70年代起一直处于争议状态，直至2013年相关方案才得以最终确定。1961年，佛宫寺释迦塔被列为全国重点文物保护单位。

## 历史
佛宫寺释迦塔，位于中华人民共和国山西省朔州市应县，因其所在地而被俗称为应县木塔。该塔的确切建造时间并没有明确的史料记载，最初可以确定其建造时间的是明代地方志当中所称的辽代清宁二年（北宋至和三年(1056年)），并由辽道宗赐名为“释迦塔”，金代明昌四年（1193年）曾有加修。而这在很长时间内都成为了应县木塔的断代依据。此外，还有说法称该塔始建于后晋天福年间，于辽代清宁二年（1056年）重修:3。后来塔上的部分匾额被发现有金代明昌五年（1194年）、明昌六年（1195年）、元延七年（1300年）、明代正统元年（1436年）、成化七年（1471年）等记载修缮时间的题记，在确定了该塔的修缮年份的同时，也确定应县木塔的建造时间不会晚于金代明昌年间。结合塔整体的建筑风格，应县木塔最终被确认为一座辽塔，且学界大多采信辽代始建的说法:3。应县木塔故而被认定为中国现存最古老、最高的木塔，被誉为“天下第一塔”。
在金代和元代时，应县木塔位于一座名为宝宫禅寺的寺庙当中。元顺帝时期，应县附近曾连续7天有强烈地震，但并未对木塔造成严重损坏。明朝时，宝宫禅寺在地方志中的名称变成了佛宫寺，但具体改名时间不明:1，应县木塔也因此得名为佛宫寺释迦塔。永乐年间，明成祖朱棣曾登临应县木塔，并题写了“峻极神工”的匾额。正德年间时，明武宗朱厚照登临应县木塔后题写了“天下奇观”的匾额，当年塔与寺庙均曾被修缮。清朝康熙六十一年（1722年）和同治五年（1866年）时曾对木塔和寺庙进行过修缮，但此时寺庙的规模已经大不如前。中华民国时期，1926年，应县木塔曾在军阀混战中遭到多次炮击。1928年和1929年，应县木塔的塔顶和屋面被小规模维修:127-128:11-12。1935年，应县木塔再次被维修，这次维修当中村民采用风水先生苏墨的建议将1722年加固的夹泥墙和斜戗全数拆除，由于1722年大修后木塔已饱经风霜，这一“维修”对木塔结构造成了不可逆的破坏，仅十余年之后塔身发生了扭动:100。梁思成对此尤为惋惜，称此次维修“比民国十九年战争中弹时损害尤烈，可谓为木塔八百馀年以来最大的厄运”。

## 结构
应县木塔位于应县佛宫寺内，塔的南侧为佛宫寺山门，面阔五间、进深两间，内有四大天王殿；东南侧为钟楼，西南侧为鼓楼，均为二层单檐歇山顶式方形建筑；山门外相隔一座广前有一座清同治二年（1863年）所建的三门四柱悬山顶牌坊:13-15。该塔是一座楼阁式木塔，全塔通高67.31米。该塔由下至上依次可分为台基、塔身和塔刹三部分。

### 台基
木塔修建在一个高约4米左右的石砌台基上，共分为上下两层，其中下层为边长40米左右的方形基座，四个方向均建有月台；上层台基呈八角形，直径35.47米，在正东、正西和正南三个方向建有月台。上层台基的各角和月台各角均有一块突出的角石，角石上均有辽代的狮头浮雕。南面月台下方镶嵌有两块碑记，西侧为“重修释迦塔寺记”，东侧碑额可辨认内容为“释迦塔寺碑”，在此五个字前还有三个字无从辨认。:6,18

### 塔身

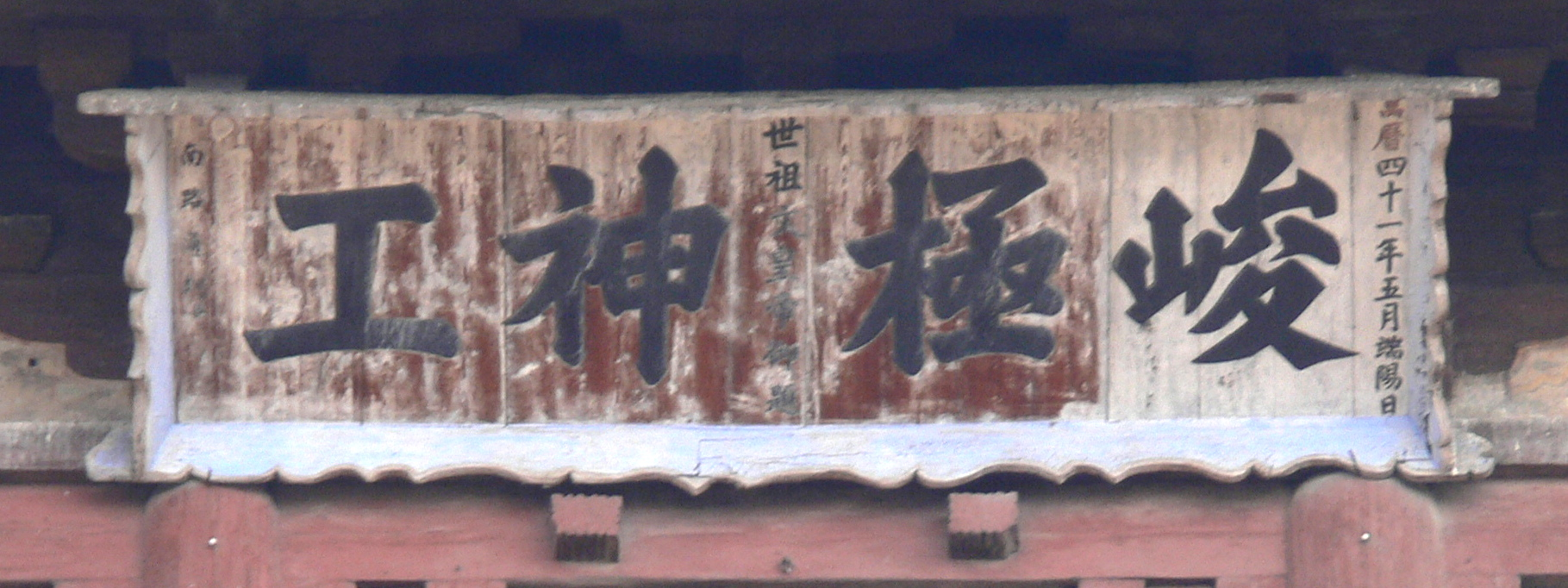
明成祖題字牌匾“峻极神工”

台基上为木构塔身，塔身平面呈八角形，直径30.27米，外观看共有五层，由下至上略有收分，第一层至第四层的每层内部均建有一层作为上一层基座的暗层。塔身由下至上共使用了54种斗拱，这些斗拱为木塔提供了良好的抗震能力。

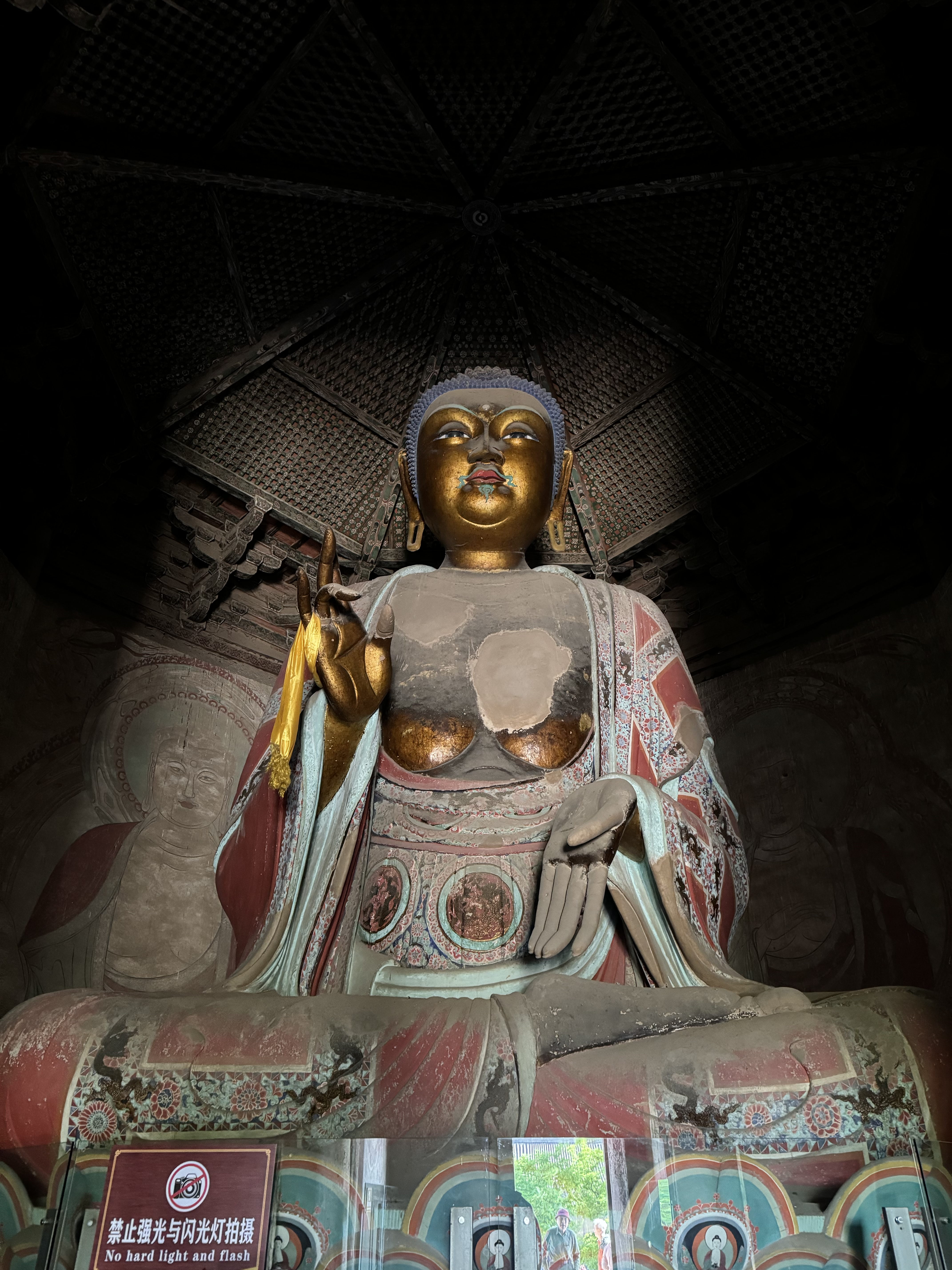
应县木塔一层释迦佛造像

第一层总高11.5米，共有三周柱子，其中最外层副阶柱每面分为三间，中间一层为檐柱，每面也分为三间；最内侧为内槽柱，每面一间。内槽部分直径10.25米，在南北两个方向开门，原有门板痕迹已经无存，其余六面为厚约2.86米的墙。在内槽外侧2.38米的位置有一圈厚达2.6米的外檐柱墙，正南正北两侧开门。两堵墙之间为回廊，外侧建有回廊西南面有分为上下两部分的木制楼梯。内槽正中有一尊高约10米的释迦造像，顶部建有藻井。内槽的墙壁上画有六幅如来佛像。门洞两壁绘有辽代风格的壁画，其中有金刚、天王、弟子、供养人等人物造像，但由于色彩过于鲜艳，可能是后世模仿画风重修制作而成的。:6:3-11

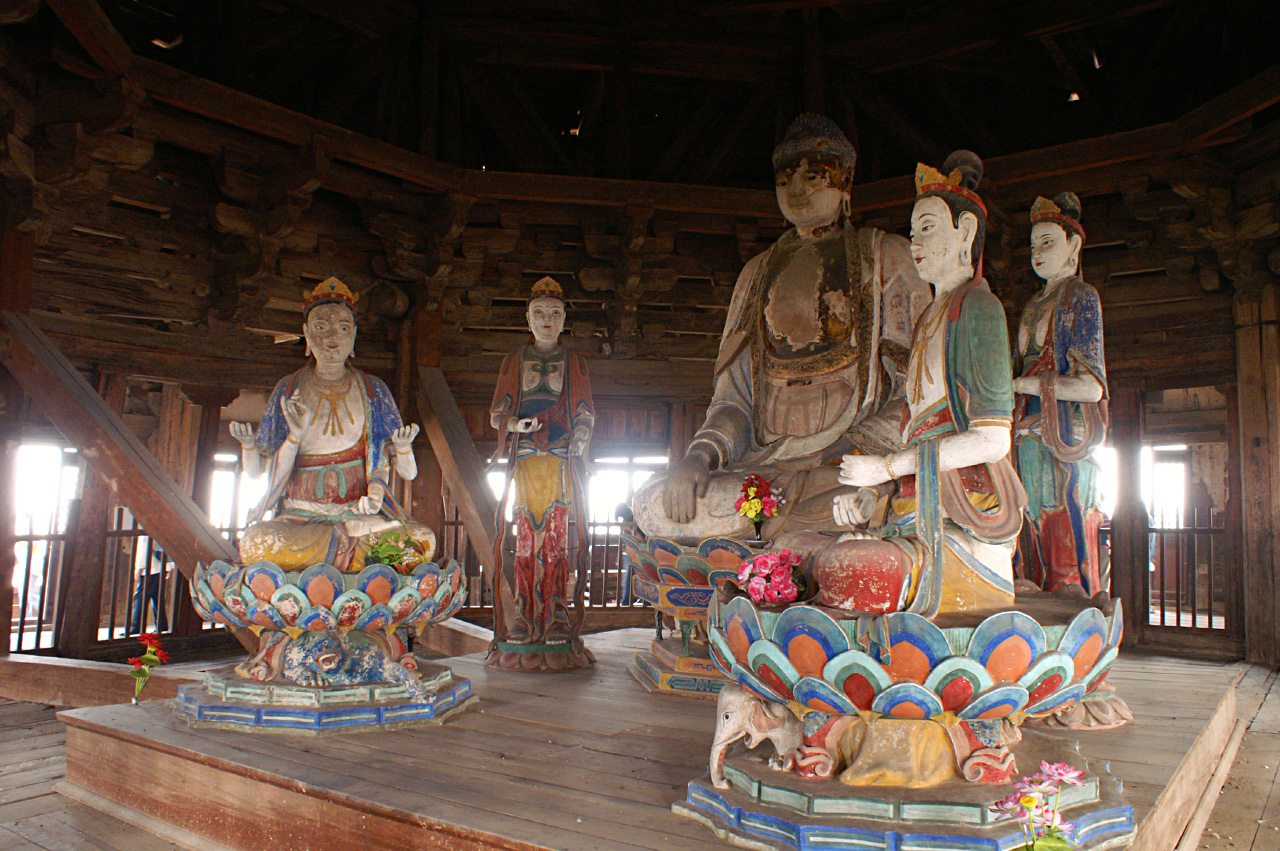
佛宫寺释迦塔第二明层的塑像

第二层以上各层平面基本与第一层相同，每层均有两周柱子，外檐每面三间，四个正面有四扇格子门，四个斜面各有两扇，且两扇之间有一根心柱。各层顶部各有一层屋檐，每层在外侧均建有可供人行走的平座，平座外侧围有勾栏。塔身内的回廊有木质楼梯可登至顶层。第二层至第四层的内槽可分为三间，第五层南面分为三间，其余各面仅分为两间。每层内槽均安放有塑像，其中第二层的坛座为方形，上方有一佛二菩萨和两尊胁侍菩萨的造像；第三层的坛座为八角形，上方塑有四方如来佛造像；第四层为释迦牟尼像和阿难、迦叶、文殊、普贤等造像；第五层为毗卢舍那如来佛和八大菩萨造像。其中第四层文殊普贤造像经确认为辽代所塑原品。塔身顶部为高10米的塔刹。:128:3-11:21:7

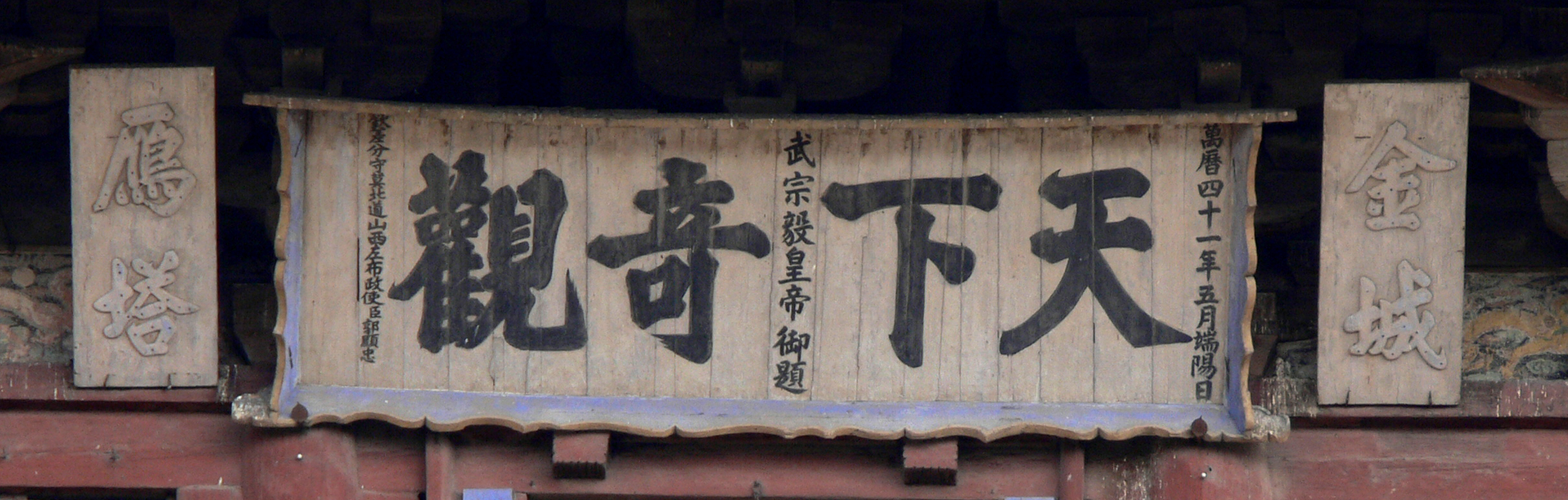
明武宗題字牌匾“天下奇观”

应县木塔内共有54块明、清、民国时期的楹联和牌匾。其中在木塔第一层南门外挂有康熙六十一年（1722年）所立的“万古观瞻”牌匾。第三层南侧檐下挂有一块木塔匾额中最古老的“释迦塔”木牌，上面记载了应县木塔的多个重修年代；东南面檐下挂有宣统三年（1911年）应州知事任绪瀛所写的“峻极于天”牌匾。第四层南侧外檐挂有明武宗朱厚照所写的“天下奇观”四字牌匾，东侧和西侧各挂有一块“金城”和“雁塔”牌匾。第五层南侧外檐挂有明成祖朱棣于永乐年间所写的“峻极神工”四字牌匾。第二层至第四层的南门各有一副楹联，其中第二层为“拔地擎天四面云山拱一柱；乘风步月万家烟火接云霄”，第三层为“俯瞩桑干滚滚波涛萦似带；遥临恒岳苍苍岫㠉屹如屏”，第四层为“点崄透云霞西望雁门丹岫小；玲珑侵碧汉南瞻龙首翠峰低”。:127-128:12-24

### 塔刹
应县木塔的塔顶作八角攒尖式，上立铁制塔刹。塔刹高12米，整体由刹座、刹身和刹顶三部分组成。刹座由砖砌基座和铁质仰莲组成，上方承接刹身；刹身则由铁制覆钵和五重相轮组成，上方承接刹顶；刹顶由铁铸圆光、仰月、宝盖和宝珠等部分组成。以上所有部分的中心由铁铸刹杆串联起来。在铁制仰月下有8条铁链分别和塔顶各檐角垂脊末端固定。

## 出土文物
1966年6月18日，应县木塔的第三明层佛座下方被发现发现一个花式银盒，该银盒随后被放置在第二明层的一座佛像下方。1974年7月28日，考古人员应县木塔在第四明层的一尊胸背部开洞的塑像中发现大量文物，并于当年9月14日发现了位于第二明层的银盒。在1974年，考古队员发现的文物包括47件辽代刻经，30件写经和杂抄，8件刻书与杂刻，7件绘画和版刻印刷的佛像，共计66件的七宝以及2粒舍利佛牙。经过鉴定，这些文物的入藏时间与塑像的制造相同，均为辽末金初时期。

## 保护

### 维修工作

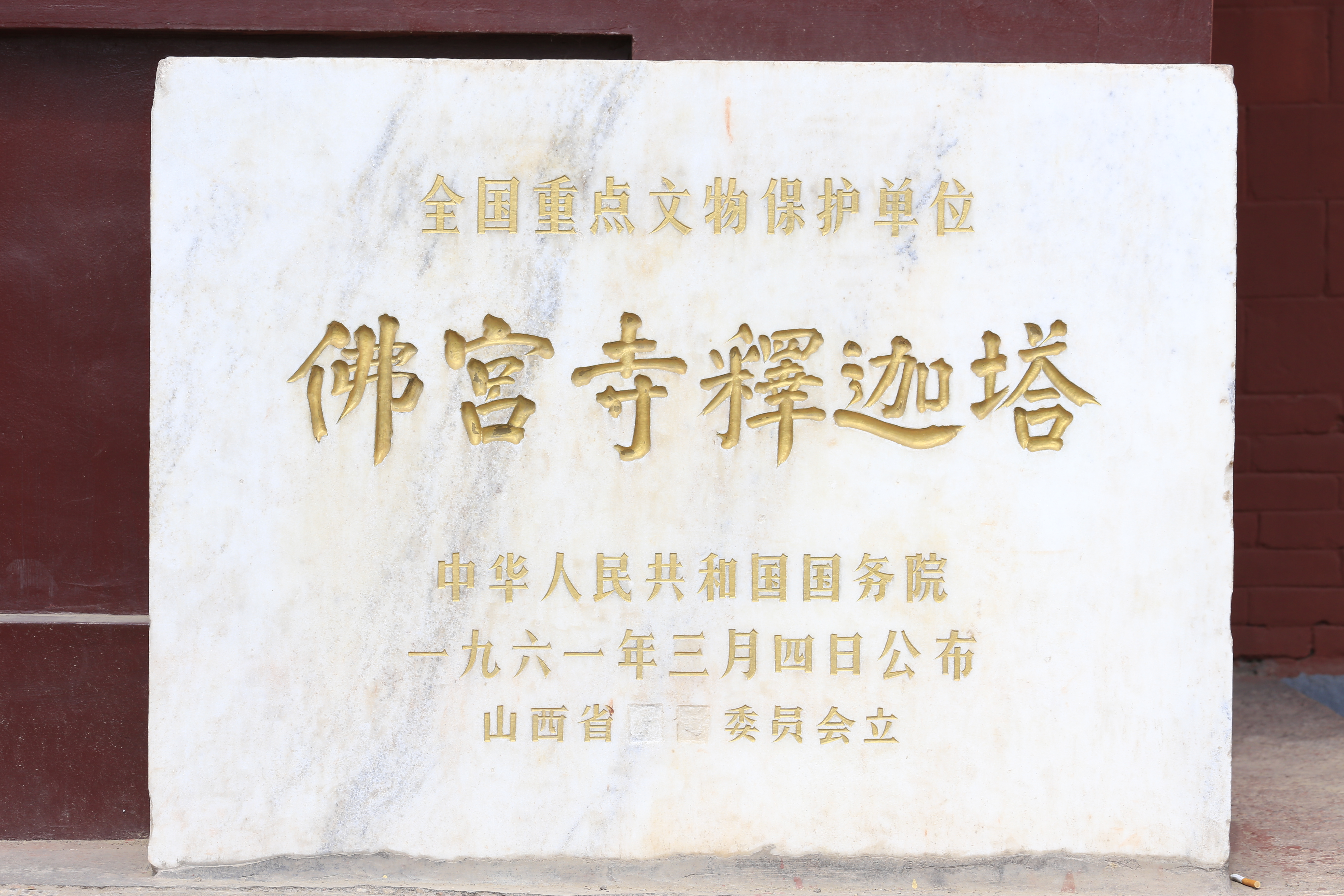
佛宫寺释迦塔文保碑

特种邮票：应县·释迦塔

建塔以来，应县木塔在炮击、风化和包括邢台地震、唐山大地震在内的多次地震的破坏下，塔身扭曲变形，并有100多处残损，塔内所有柱子全部倾斜，其中有12根严重倾斜，第一层就有3根；各层柱子当中，水平方向的偏移以第二层最为严重，竖直方向的偏移则以第五层最为严重，部分柱子甚至出现了撕裂的现象。1950年代时，当地政府曾对应县木塔进行保养。1961年，应县木塔被列为全国重点文物保护单位。1974年，国家文物局对应县木塔展开了抢险加固工程，并在这次维修过程中发现了大量文物，这些文物在1978年至1981年被修复，并于此后得到了妥善保存。自1970年代起，有人开始提出关于应县木塔的维护方案，相关意见逐渐分化为落架、斜戧支撑加固和頂層抬升后二層落架等三种，并随之出现了大量相关的争执和讨论。1989年，应县木塔的相关维护调研工作开始进行。1991年，国家文物局批准成立“山西省应县木塔维修工程领导组”。2000年10月，国家文物局召集20余名文物、古建、地质和结构专家为应县木塔制定维护方案。2001年时，国家文物局面向全国文物界以及工程技术界的专家学者公开征集应县木塔维修方案。2003年时，为了保护木塔结构，应县木塔文保所撤下了木塔上的铁铃。2013年2月，应县木塔周边环境整治规划制定完毕，并于2014年获得国家文物局批准。2013年9月29日，应县木塔的维修方案《应县木塔严重倾斜部位及严重残损构件加固方案》被正式敲定，方案最终采纳了用斜戧支撑加固的意见（頂層抬升后二層落架以目前的技術風險過大）。该方案于2013年上报国家文物局，并于2014年正式获批，同年12月维护工作正式启动。相关的脚手架搭建工程和深化维护的工程也先后于2015年和2016年获批。

### 相关开发
自2003年以来，山西省文物局先后两次发文禁止游客登塔，但应县木塔文保所出于资金方面的考虑，一直允许游客进入木塔底部二层，直至2010年才做出每次最多20名游客登塔的限流措施。2006年9月5日至7日，朔州市市委、市政府与应县县委、县政府举办了建塔950周年庆典。2011年时，游客一度被禁止登塔。2009年，应县木塔正式展开申报世界遗产的各项工作，并于2011年正式启动申遗进程。

### 周边环境治理

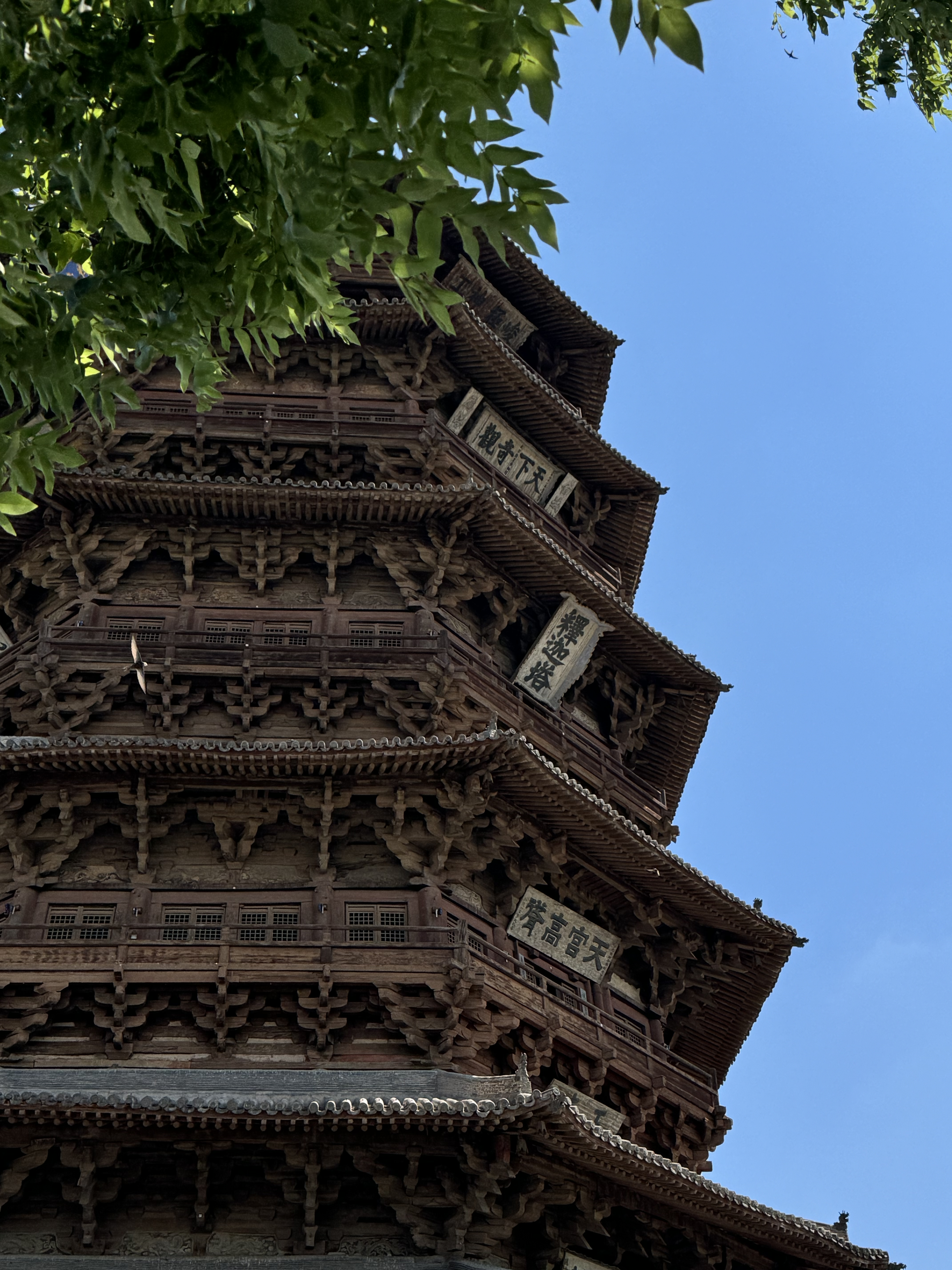
晴天下的应县木塔

2000年3月，全国历史文化名城专家委员会部分专家到山西应县考察，发现在应县木塔周围修建了大量不符合文物保护规定的超高建筑，此外还有一座1998年建造的工厂，该工厂在其排放的废气严重超标的情况下持续生产，多次无视环保部门的警告和停产文件。2004年11月，应县政府决定对应县木塔周边的居民区进行拆迁改造。2005年6月起，应县木塔周边正式启动旧城改造项目中的拆迁部分，共拆迁房屋建筑面积20万平方米，总占地40万平方米，拆迁后环塔周围10万平方米的土地被改建为绿地和空地保护园区。

### 防雷防火
1992年至1997年，西安交通大学、山西大学和应县木塔文管所组成的调研组对应县木塔安装避雷针的必要性进行了调研，最终认为应县木塔自身可以做到绝缘避雷，并且安装避雷针无法减小应县木塔自身被雷击毁坏的可能性，应县政府也据此决定不为应县木塔安装避雷针。2004年，因稷山大佛寺遭雷击而起火，山西省有关部门决定在应县木塔顶部安装避雷装置，但这一做法遭到一些专家的反对，这些专家认为应县木塔的金属塔刹本身已经起到了避雷的效果，无需再安装避雷装置。2005年1月，应县木塔因没有高层建筑应有的消防专用蓄水池和加压泵，木塔周围遍布居民区，消防车道太窄或被堵塞等原因，被朔州市政府列为火灾隐患挂牌督办单位，应县木塔文管所为此签订了整改承诺书。2012年，应县消防大队联合应县木塔管理所加大了对应县木塔的火灾防控力度，其中包括严查游客所携带的易燃易爆物品，和在周边居民的烟囱上加装防火罩。

### 立法保护
2018年12月21日朔州市第六届人民代表大会常务委员会第三十次会议通过，2019年3月22日山西省第十三届人民代表大会常务委员会第九次会议批准了《朔州市应县佛宫寺释迦塔保护条例》，自2019年5月1日起施行。以地方性法规的形式立法保护应县木塔。